# Keresztény rock
A keresztény rock a rockzene egyik alműfaja, az efféle zenét játszó együttesek tagjai keresztények, és többnyire a dalszövegek középpontjában is a vallás áll. Leginkább az Amerikai Egyesült Államokban népszerű a stílus, de vannak együttesek, melyek világszerte nagy hírnévre tettek szert.

## A keresztény rock gyökerei
Talán az első együttes, amely templomban játszott, az a Mind Garage volt még 1967-ben, az Electric Liturgy – melyet végül 1970-ben adott ki az RCA – megjelentetésével pedig a keresztény rock egyik alapítójaként lehet a zenekarra tekinteni. A 70-es évek népszerű előadója, Larry Norman tagadta azt az egyes keresztények által vallott nézetet, miszerint a rockzene keresztényellenes. Egyik dala, a Why Should a Devil Have All a Good Music? („Miért kellene, hogy minden jó zene az ördögé legyen?”) ezzel kapcsolatos nézeteiről, valamint a műfajban való úttörésről szól.

## Néhány előadó
- Skillet (1996-)
- Thousand Foot Krutch (1995-)
- Newsboys (1985-)
- P.O.D. (1992-)

## Fordítás
- Ez a szócikk részben vagy egészben  a   Christian rock című angol Wikipédia-szócikk fordításán alapul.  Az eredeti cikk szerkesztőit annak laptörténete sorolja fel. Ez a jelzés csupán a megfogalmazás eredetét és a szerzői jogokat jelzi, nem szolgál a cikkben szereplő információk forrásmegjelöléseként.